# العلاقات الجنوب سودانية الناميبية
العلاقات الجنوب سودانية الناميبية هي العلاقات الثنائية التي تجمع بين جنوب السودان وناميبيا.

## مقارنة بين البلدين
هذه مقارنة عامة ومرجعية للدولتين:
| وجه المقارنة                                              | جنوب السودان                  | ناميبيا      |
| --------------------------------------------------------- | ----------------------------- | ------------ |
| المساحة (كم2)                                             | 619.75 ألف                    | 825.62 ألف   |
| عدد السكان (نسمة)                                         | 12.58 مليون                   | 2.53 مليون   |
| الكثافة السكانية (ن./كم²)                                 | 20.3                          | 3.06         |
| العاصمة                                                   | جوبا                          | ويندهوك      |
| اللغة الرسمية                                             | لغة إنجليزية                  | لغة إنجليزية |
| العملة                                                    | جنيه جنوب سوداني، جنيه سوداني | دولار ناميبي |
| الناتج المحلي الإجمالي (بليون دولار)                      | 2.90 مليار                    | 13.24 مليار  |
| الناتج المحلي الإجمالي (تعادل القوة الشرائية) بليون دولار | 22.88 مليار                   | 25.60 مليار  |
| الناتج المحلي الإجمالي الاسمي للفرد دولار أمريكي          | 73                            | 4.67 ألف     |
| الناتج المحلي الإجمالي للفرد دولار أمريكي                 | 2.02 ألف                      | 9.96 ألف     |
| مؤشر التنمية البشرية                                      | 0.467                         | 0.628        |
| رمز المكالمات الدولي                                      | +211                          | +264         |
| رمز الإنترنت                                              | .ss                           | .na          |
| المنطقة الزمنية                                           | ت ع م+03:00                   | ت ع م+02:00  |

## منظمات دولية مشتركة
يشترك البلدان في عضوية مجموعة من المنظمات الدولية، منها:
| علم المنظمة | اسم المنظمة                        | تاريخ انضمام جنوب السودان | تاريخ انضمام ناميبيا |
| ----------- | ---------------------------------- | ------------------------- | -------------------- |
|             | وكالة ضمان الاستثمار متعدد الأطراف | 18 أبريل 2012             | 25 سبتمبر 1990       |
|             | البنك الإفريقي للتنمية             | ?                         | ?                    |
|             | منظمة الشرطة الجنائية الدولية      | ?                         | ?                    |
|             | الأمم المتحدة                      | 14 يوليو 2011             | 23 أبريل 1990        |
|             | الاتحاد الأفريقي                   | ?                         | ?                    |
|             | مؤسسة التمويل الدولية              | 18 أبريل 2012             | 25 سبتمبر 1990       |
|             | يونسكو                             | 27 أكتوبر 2011            | 2 نوفمبر 1978        |
|             | البنك الدولي للإنشاء والتعمير      | 18 أبريل 2012             | 25 سبتمبر 1990       |
|             | الاتحاد البريدي العالمي            | ?                         | ?                    |
|             | الاتحاد الدولي للاتصالات           | 3 أكتوبر 2011             | 25 يناير 1984        |

## وصلات خارجية
- موقع وزارة الخارجية الجنوب سودانية